# Donald Brown (football américain, 1987)
Pour les articles homonymes, voir Donald Brown et Brown.
(en) Statistiques sur pro-football-reference
Donald Eugene Brown II, né le 11 avril 1987 à Atlantic Highlands dans le New Jersey, est un joueur de football américain professionnel de la NFL au poste de running back. Il fait sa carrière universitaire aux Huskies du Connecticut avant d'être choisi lors de la draft 2009 par les Colts d'Indianapolis.

## Carrière universitaire

### Saison 2006
Après une année en tant que redshirt, il commence la saison en tant que kick returner et second running back. Durant le premier match de la saison, il impressionne le public en parcourant au total 118 yards en seulement neuf courses, notamment un touchdown de 53 yards. Pour la première partie de l'année, il joue essentiellement dans l'équipe spéciale. Cependant, le 29 octobre, à la suite de la blessure du titulaire, il commence pour la première fois un match en tant que titulaire contre l'université Rutgers. Il saisit cette occasion pour montrer son talent cumulant 199 yards et 2 touchdowns en 28 courses. Cette performance prouva qu'il était trop bon pour être ignoré, et il reste titulaire jusqu'à la fin de la saison. Le match suivant contre Pittsburgh, qui se finit sur le score de 46 - 45 pour les Huskies après 2 prolongations, il fait sa meilleure performance pour sa première année, en cumulant 203 dont 3 touchdowns (dont une réception) pour 48 courses. En moyenne, il a parcouru 134 yards par match dans les cinq matchs de la Big East Conference avec lesquels il a débuté. Il finit l'année avec un total de 896 yards, 9 touchdowns (dont 2 réceptions), ce qui lui permet d'être sélectionné dans la deuxième team de la Big East Conference.

### Saison 2007
Brown commence sa deuxième saison avec beaucoup d'attentes, en raison de ses bonnes performances lors de sa première année. Cependant, des blessures à répétition ainsi que l'émergence d'un autre running back, Andre Dixon entravèrent sa deuxième saison. Il finit l'année avec 821 yards pour 8 touchdowns, ce qui était bon pour le second de l'équipe, derrière Dixon. Deux fois dans la saison, il parcouru plus de yards yards en un match (contre Rutgers et West Virginia), et en parcouru aussi 99 contre Duke et Syracuse.

### Saison 2008
En raison d'une blessure à la cheville de Andree Dixon, Donald Brown commença sa troisième année en tant que titulaire dans l'équipe, une position qu'il conservera tout au long de la saison. Il démarra la saison avec 8 matchs à plus de 100 yards, et brisa même deux fois la barrière de 200 yards par match (contre Temple et Virginie). Il effectua sans doute sa meilleure performance de la saison lors de son deuxième match, contre Temple, durant lequel il parcourut au total 214 yards et inscrivit le touchdown de la victoire en prolongation.
Brown courut pour 150 yards dans le huitième match, qui finit sur le score de 40-16 pour les Huskies contre Cincinnati, qui finira champion de la Big East. Ces 150 yards lui permirent de devenir le détenteur du record du plus grand nombre de yards parcourues en une saison chez les Huskies. L'ancien record était de 1262 yards, et était détenu depuis 1995 par Tory Taylor. Brown n'eut besoin que de 8 matchs pour battre ce record. Brown continua de battre son record lors du dixième match contre Syracuse. Dans ce match, il courut pour 131 yards en 31 courses. Un touchdown de 49 yards lui permit de devenir le détenteur du record du plus grand nombre de yards parcourues dans toute l'histoire de son université.
Il finit la saison régulière avec 1822 yards, ce qui fit de lui le premier running back de la ligue, en termes de yards parcourues. Celui lui permit aussi d'être nommé meilleur joueur offensif de la Big East.
Le 3 janvier, il est nommé homme du match lors de l'International Bowl 2009 contre Buffalo. Il finit le match avec 261 yards (dont 208 rien que pendant la première mi-temps) et un touchdown. Il finit la saison avec 2083 yards à la course, devenant seulement le 14e joueur à passer la barre des 2000 yards en une saison. Le 8 janvier, il est nommé joueur de l'année de l'Eastern College Athletic Conference.
Après l'International Bowl, il annonce qu'il participera à la draft 2009 de la NFL.

### Statistiques
| Année          | Équipe         | MJ             |          | Courses  | Courses  | Courses  | Courses |       | Passes réceptionnées | Passes réceptionnées | Passes réceptionnées | Passes réceptionnées |
| Année          | Équipe         | MJ             | Nb.      | Yards    | Moy.     | TD       | Nb.     | Yards | Moy.                 | TD                   |                      |                      |
| 2005           | Connecticut    |                | Redshirt | Redshirt | Redshirt | Redshirt |         |       |                      |                      |                      |                      |
| 2006           | Connecticut    | 12             | 161      | 896      | 5,6      | 7        | 13      | 66    | 5,1                  | 2                    |                      |                      |
| 2007           | Connecticut    | 12             | 170      | 821      | 4,8      | 8        | 14      | 85    | 6,1                  | 0                    |                      |                      |
| 2008           | Connecticut    | 13             | 367      | 2 083    | 5,7      | 18       | 21      | 125   | 6,0                  | 0                    |                      |                      |
| Totaux en NCAA | Totaux en NCAA | Totaux en NCAA | 698      | 3 800    | 5,4      | 33       | 48      | 276   | 5,8                  | 2                    |                      |                      |

## Carrière professionnelle
Brown était considéré comme l'un des trois meilleurs running back de la draft 2009 (avec Knowshon Moreno et Beanie Wells), et était comparé à Willie Parker. Il fut choisi par les Colts d'Indianapolis en 27e position lors de la draft 2009. Donald Brown devient le premier joueur des Huskies du Connecticut à être choisi au premier tour.

### Colts d'Indianapolis
Le 2 août, il signe un contrat de cinq ans avec les Colts. Pour son premier match sous ses nouvelles couleurs, il cumula 58 yards en cinq courses lors du premier match de pré-saison contre les Vikings du Minnesota.
Il marque son premier touchdown le 21 septembre contre les Dolphins de Miami lors de la victoire 27 - 23 des Colts. Le 19 décembre, Donald court pour la première fois plus de 100 yards avec les Colts, lors de la victoire de son équipe 34 - 24 contre les Jaguars de Jacksonville.